# Kijevi metró
A kijevi metró (ukránul: Київський метрополітен [Kijivszkij metropoliten], vagy Київське метро [Kijivszke metro]) Ukrajna fővárosának, Kijevnek a metrórendszere. A földalatti vasúthálózat három vonallal rendelkezik, melyek hossza 69 648 m és 52 állomása van. Átlagosan napi 1,439 millió utas veszi igénybe, ez Kijev teljes közösségiközlekedés-forgalmának a 32%-át jelenti. Első szakaszát 1960 novemberében helyezték üzembe. A moszkvai és a szentpétervári metró után ez volt a Szovjetunióban harmadikként megnyitott metró. A szovjet időszakban a metró Lenin nevét viselte. A hálózatot az önkormányzati tulajdonban lévő Kijivszkij metropoliten vállalat üzemelteti közel nyolcezer alkalmazottal. Legmélyebben fekvő állomása az Arszenalna, ez a földfelszín alatt 105,5 m-es mélységben található.